# Primera División de Venezuela 1965
La Temporada 1965 de Primera División fue la novena edición de la máxima categoría del Fútbol Profesional Venezolano.

## Equipos participantes
Fue jugado por ocho equipos: 4 Equipos de colonias y 4 Equipos locales: 
| Club                | Estado           |
| ------------------- | ---------------- |
| Deportivo Galicia   | Distrito Federal |
| Deportivo Italia    | Distrito Federal |
| Deportivo Portugués | Distrito Federal |
| Lara F.C.           | Lara             |
| La Salle            | Distrito Federal |
| Tiquire Flores      | Aragua           |
| U.D. Canarias       | Distrito Federal |
| Valencia F.C.       | Carabobo         |

## Historia
Torneo simple de tres (3) rondas, al final el campeón se decidió por puntos en una tabla única.
El campeón fue el Lara FC, mientras que un equipo de colonia -el Deportivo Italia- llegó de segundo. 
El Lara FC fue el primer equipo no capitalino que se tituló campeón del Fútbol Profesional Venezolano. El torneo estaba pautado para efectuarce a tres vueltas, pero al final se disputaron cuatro, por lo cual el torneo se definió en 1966, siendo la primera vez que esto sucedió.
Primer goleador: el argentino Mario Mateo (Lara FC) 16

Lara F.C.

Campeón
1.er título

## Tabla Acumulativa
| Pos | Equipo              | J  | G  | E  | P  | GF | GC | DG  | Ptos |
| --- | ------------------- | -- | -- | -- | -- | -- | -- | --- | ---- |
| 1   | Lara F.C. (C)       | 28 | 12 | 11 | 5  | 48 | 31 | 17  | 35   |
| 2   | Deportivo Italia    | 28 | 11 | 12 | 5  | 41 | 33 | 8   | 34   |
| 3   | Tiquire Flores      | 28 | 13 | 7  | 8  | 43 | 40 | 3   | 33   |
| 4   | Unión Canarias      | 28 | 12 | 8  | 8  | 36 | 30 | 6   | 32   |
| 5   | Valencia F.C.       | 28 | 11 | 6  | 11 | 43 | 40 | 3   | 28   |
| 6   | Deportivo Galicia   | 28 | 9  | 5  | 14 | 42 | 48 | -6  | 23   |
| 7   | Deportivo Portugués | 28 | 9  | 3  | 16 | 44 | 55 | -11 | 21   |
| 8   | La Salle (D)        | 28 | 7  | 4  | 17 | 34 | 54 | -20 | 18   |

|  | Campeón, clasificado para la Copa Libertadores 1966.    |
|  | Subcampeón, clasificado para la Copa Libertadores 1966. |
|  | (D) : Desaparece al final de la temporada.              |